# Zeinab Elobeid Yousif

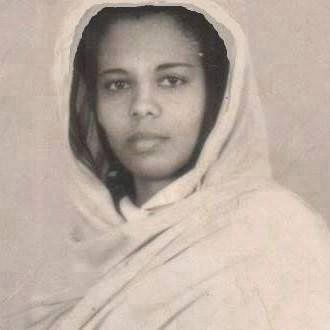
Zeinab Elobeid Yousif, erste sudanesische, arabische und afrikanische Flugzeugingenieurin

Zeinab Elobeid Yousif (arabisch زينب العبيد يوسف; * 13. Juni 1952 in Khartum; † 19. März 2016 in London) war eine sudanesische Luftfahrtingenieurin. Sie war die erste sudanesische Frau, die von der Civil Aviation Authority (Vereinigtes Königreich) lizenziert wurde. Von Juli 1973 bis Mai 1992 arbeitete sie bei Sudan Airways, danach zog sie nach Großbritannien. In den 1960er Jahren galt die sudanesische Kultur als patriarchalisch und Frauen feindselig gegenüber, die in Themenfeldern wie dem Ingenieurwesen studieren und arbeiten wollten.
Yousif studierte und arbeitete in den Bereichen Elektronik, Avionik-Kommunikation, Navigation und Radar. Sie arbeitete auf verschiedenen Flugzeugen wie der Boeing 707, Boeing 737, 347, Fokker 50 und Fokker F27 bei der Sudan Airways und auf der Cessna 402, 404, 208 und Beechcraft 1900 am London Southend Airport.

## Leben

### Herkunft und Ausbildung
Yousif wurde am 13. Juni 1952 in Khartum, Sudan, geboren. Sie war die älteste Tochter von Elobeid Yousif Ahmed Shidwan, einem bekannten und angesehenen Geschäftsmann der Stadt, und Asma Elobeid Ahmed Shidwan. Beide ihre Eltern kamen aus religiösen Verhältnissen. Yousif wuchs in dem Dorf Umdawwanban (arabisch أم ضوّاً بان) auf, das für Alma-seed bekannt ist, eine große religiöse Schule für Jungen, in die Menschen aus dem ganzen Sudan und aus Subsahara-Afrika ihre Kinder schicken, um den Koran zu studieren und zu lernen. Yousif hatte dank der Ermutigung ihres Vaters das Gymnasium abgeschlossen. Es war typisch für sudanesische Mädchen ihres Alters, zu heiraten und ihre Ausbildung aufzugeben. Yousif studierte von 1970 bis 1973 Elektrotechnik am Polytechnikum in Khartum.

### Berufliche Karriere
Sie arbeitete als Luftfahrtingenieurin in der Funkwerkstatt für Wartung und Reparatur. Von 1983 bis 1986 studierte sie Avionik und Luft- und Raumfahrttechnik am Brunel Technical College in Bristol, Großbritannien, wo sie ihre Lizenz von der Civil Aviation Authority erhielt. In den 1990er Jahren erwarb sie einen Master of Science in Advanced Manufacturing Systems an der Kingston University in London.